# یواس‌اس هایاک (اس‌پی-۲۱۶)
یواس‌اس هایاک (اس‌پی-۲۱۶) (به انگلیسی: USS Hyac (SP-216)) یک کشتی بود که طول آن ۷۵ فوت ۴ اینچ (۲۲٫۹۶ متر) بود. این کشتی در سال ۱۹۱۵ ساخته شد.